# Saab Monster

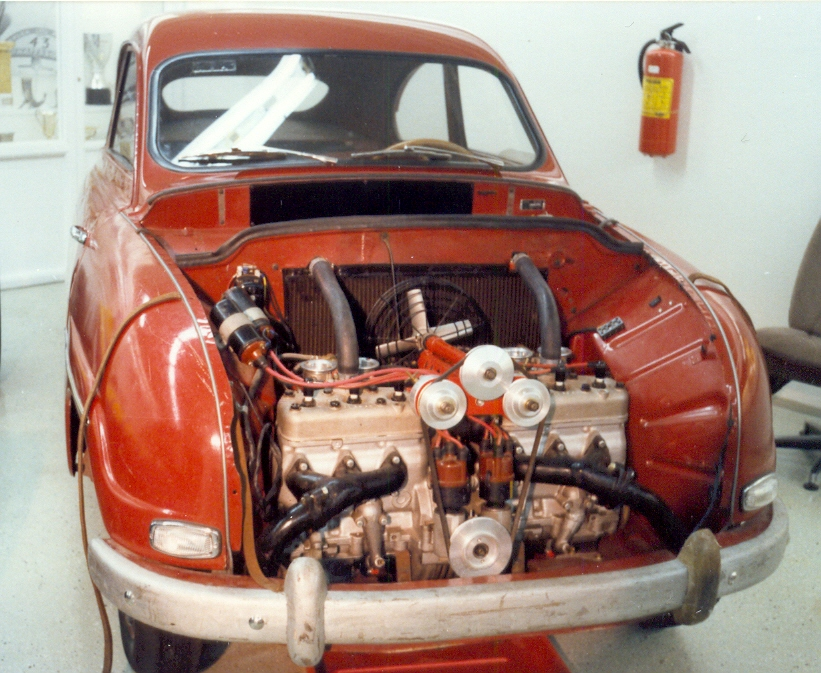
Saab Monster

Saab Monster var en experimentbil som Saab byggde 1959. Projektet syftade till att utveckla en kraftigare motor och bättre prestanda. Bilen var en toreadorröd Saab 93 med all onödig vikt borttagen. Motorhuven byttes mot en huv i plast för att spara vikt. Därefter sattes två tvärmonterade 748 cc tvåtakts, trecylindriga motorer in.
Detta gav bilen cirka 138 hästkrafter och en topphastighet på 196 km/h (uppmätt på Såtenäs flygfält). Det var världsrekord vid den tiden, men det godkändes inte. Detta berodde på att de endast körde i en riktning längs teststräckan, om ett rekord skall godkännas krävs det att man kör i båda riktningarna, alltså exakt samma sträcka tillbaka. Den låga vikten och flygplansvingeprofilen på bilen gjorde att bakändan på bilen hade en tendens att lyfta när man närmade sig topphastigheten. Det massiva vridmomentet gjorde också bilen mycket understyrd. Projektet lades ner för att det visade sig vara opraktiskt.